# 斯捷潘·邵武勉
斯捷潘·格奥尔基耶维奇·邵武勉（羅馬化：Stepan Georgiyevich Shaumyan，羅馬化：Stepan Gevorgi Shahumyan；1878年10月1日—1918年9月20日），亞美尼亞裔布尔什维克革命家。
邵武勉生于格鲁吉亚的梯弗里斯（今第比利斯），出身亚美尼亚商人家庭。1898年为当地工人马克思主义秘密小组成员。1900年在里日斯克综合技术学院读书时加入俄国社会民主工党。1904年回故乡从事党务。1918年9月20日同巴库公社其他二十五名委员一起被英国武装干涉者杀害。著有《1908－1918年论文和演说集》。

## 生平

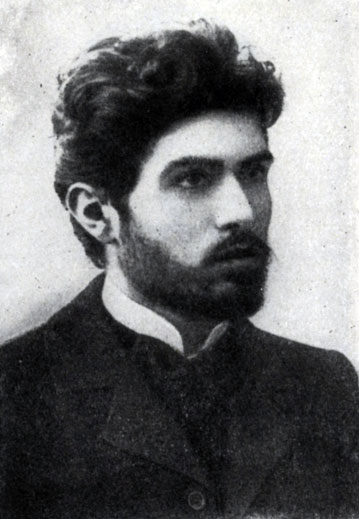
青年邵武勉

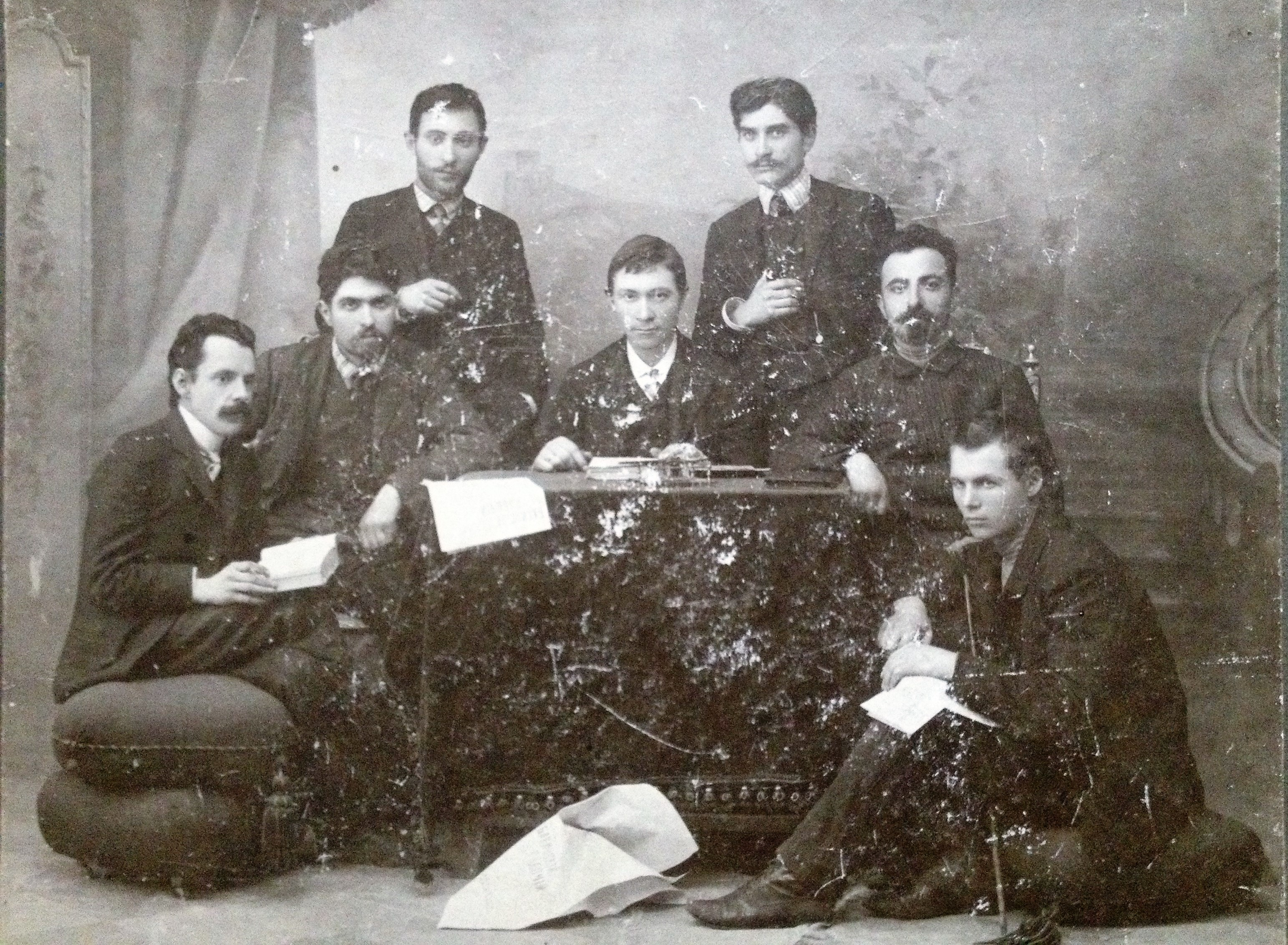
1908年合影，左二邵武勉

1906年参加俄国社会民主工党第四次代表大会。1912年布拉格会议上成为俄国社会民主工党中央委员会候补委员。
1918年1月11日俄国社会民主工党（布尔什维克）《关于亚美尼亚的决定》要求帮助从俄军复员的亚美尼亚族官兵返回亚美尼亚，即利用达什纳克在亚美尼亚方向来抵挡奥斯曼；通过对德妥协在格鲁吉亚（格鲁吉亚掌权的孟什维克亲德）方向阻挡奥斯曼，核心目标是保住巴库。《布列斯特条约》后，高加索战线俄军自行复员解体，奥斯曼收复全部失地并向东推进。在梯弗里斯建立了高加索瑟姆于1918年2月10—24日开会宣布独立。奥斯曼土耳其军队于3月已经占领卡尔斯、巴统等地，绕道经格鲁吉亚和波斯东侵，目标是占领巴库。格鲁吉亚孟什维克亲德、亚美尼亚达什纳克亲英法、阿塞拜疆穆萨瓦特亲土耳其。巴库跟苏俄的陆路交通已经被参加过科尔尼洛夫叛乱的外高加索野蛮师切断。
1918年3月31日至4月2日，巴库公社解除了穆萨瓦特党邀请自連科蘭来巴库出席石油大亨哈吉·泽纳拉宾·塔吉耶夫儿子葬礼的一船野蛮师士兵的武装，成为三月事变导火索。 达什纳克、甚至孟什维克、社会革命党和立宪民主党都站在巴库苏维埃这边参战1918年4月1日，巴库苏维埃宣布处于被穆萨瓦特党围攻状态。此次事件估计3000-12000阿塞拜疆人死亡。
1918年4月9日，高加索瑟姆宣佈建立外高加索民主聯邦共和國。共和國的最高機關是高加索瑟姆，議長是格魯吉亞人尼古拉·齊赫澤，亞美尼亞人和阿塞拜疆人則擔任副議長。
1918年4月25日巴库苏维埃中的布尔什维克和左翼社会革命党人组成巴库公社，邵武勉为主席。宣布石油工业等国有化、将地主土地交给农民等革命措施。这种不妥协立场直接激怒了英国。英国驻巴库副领事Major Ranald MacDonell告诉英军军官：“英国与法国政府的新的政策是支持反布尔什维克军队……不论它是保皇党还是社会革命党。”
外高加索民主聯邦共和國政府雖不承認《布列斯特和約》，但因缺乏軍事實力，5月11日～26日，于巴統和德國及土耳其展開和談。在和談中，因三民族意見的分歧（亞美尼亞和格魯吉亞親德，阿塞拜疆親土）逐漸明顯，三民族的國民会議也贊成建立獨立的國家。另外，德國和土耳其也支持廢除聯邦共和國。1918年5月26日，高加索瑟姆提案廢除聯邦共和國。5月26日，格魯吉亞民主共和國獨立。27日高加索瑟姆中的阿塞拜疆人组成了阿塞拜疆立宪大会，5月28日宣布阿塞拜疆民主共和國獨立。28日亞美尼亞民主共和國獨立。
1918年6月6日，阿塞拜疆立宪大会移驻占贾并宣布为阿塞拜疆民主共和國临时首都，等待奥斯曼土耳其军队攻占巴库。
1918年7月26日，苏维埃中的社会革命党人、孟什维克、达什纳克等以259对236多数票推翻了布尔什维克的领导权。邵武勉宣布退出巴库苏维埃并率众离开巴库。同一天，莱昂内尔·邓斯特维尔将军率领英国军队进占巴库，成立里海舰队中央委员会独裁政权。1918年7月31日，26名巴库公社委员率领布尔什维克军队乘船离开巴库前往苏维埃控制下的阿斯特拉罕，8月16日被里海舰队中央委员会独裁政权以“临阵脱逃”的罪名逮捕，羁押于巴库监狱。巴库公社里的胡麦特党（即努力派，后来阿塞拜疆党的前身之一）领袖阿凡丁诺夫批判邵武勉在三月事件中“沦为了达什纳克的俘虏”。
1918年9月15日，奥斯曼土耳其军队在阿塞拜疆本地势力支持下攻占巴库，杀掉了10,000至20,000当地亚美尼亚人（九月事件）。
26名巴库公社委员在9月14日巴库陷落前夕被移交给里海东岸的亲英反共的阿什哈巴德委员会，9月20日夜在外里海铁路的Pereval与Akhcha-Kuyma车站之间被全体处决。

## 以其命名的地名
亚美尼亚
- 洛里州斯捷潘納萬
- 亞拉拉特州Shahumyan, Ararat（英语：Shahumyan, Ararat）
- 阿尔马维尔州Shahumyan, Armavir（英语：Shahumyan, Armavir）
- 洛里州Shahumyan, Lori（英语：Shahumyan, Lori）
- 埃里温Shahumyan, Yerevan（英语：Shahumyan, Yerevan）

阿塞拜疆
- 漢拉爾
- 下阿贾肯德
- Şaumyanovka（英语：Şaumyanovka）

俄罗斯
- Шаумян (Краснодарский край)（俄语：Шаумян (Краснодарский край)）
- Шаумянский（俄语：Шаумянский）

纳戈尔诺-卡拉巴赫
- 斯捷潘納克特，纳戈尔诺-卡拉巴赫共和国首府
- 邵武勉区

格鲁吉亚
- 下卡尔特利大区馬爾內烏利市鎮邵武勉尼（英语：Shaumiani）

乌克兰
- 克里米亞自治共和國薩基區邵武勉

（現已更名為亞內基奧格內什）

## 图集

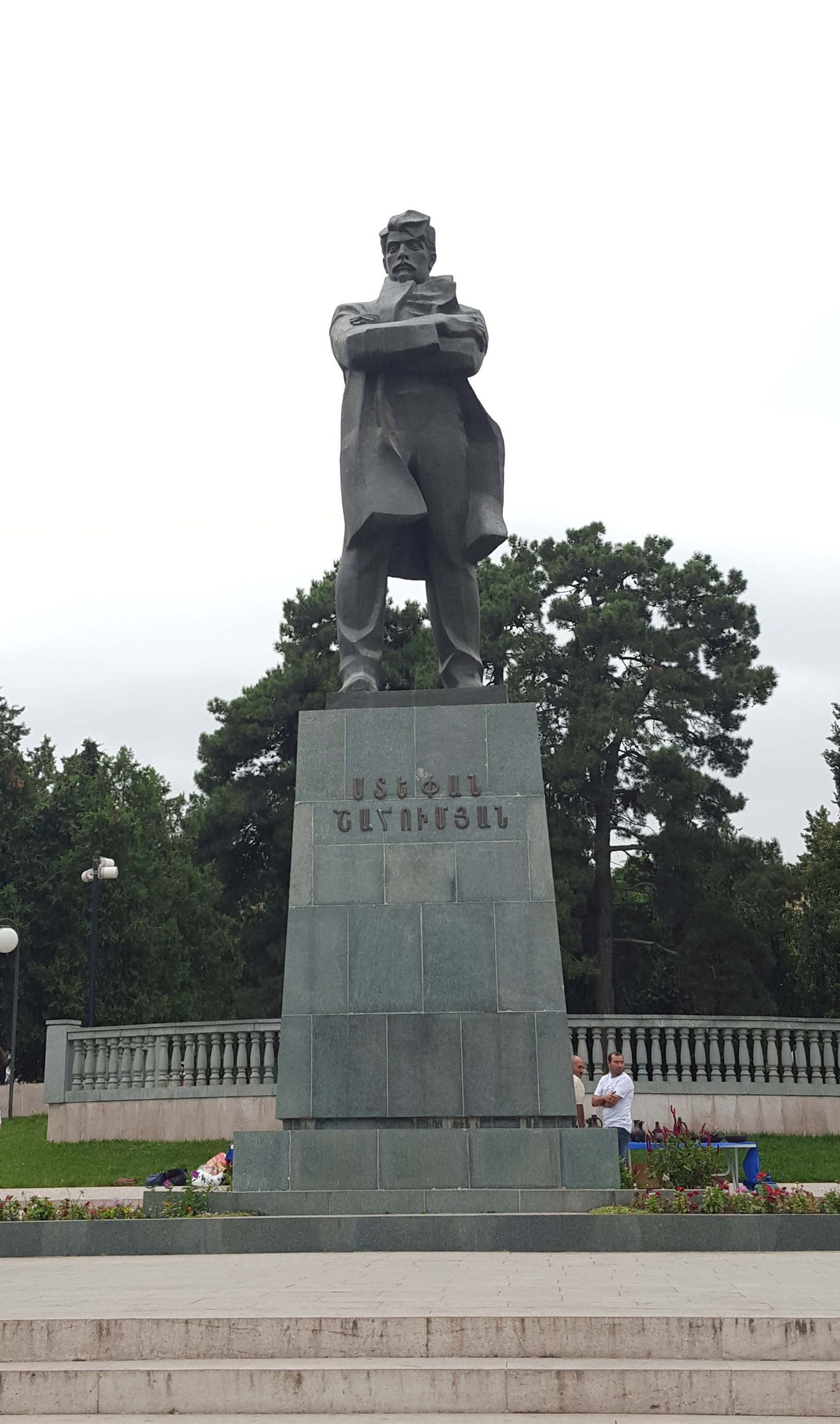
斯捷潘納克特
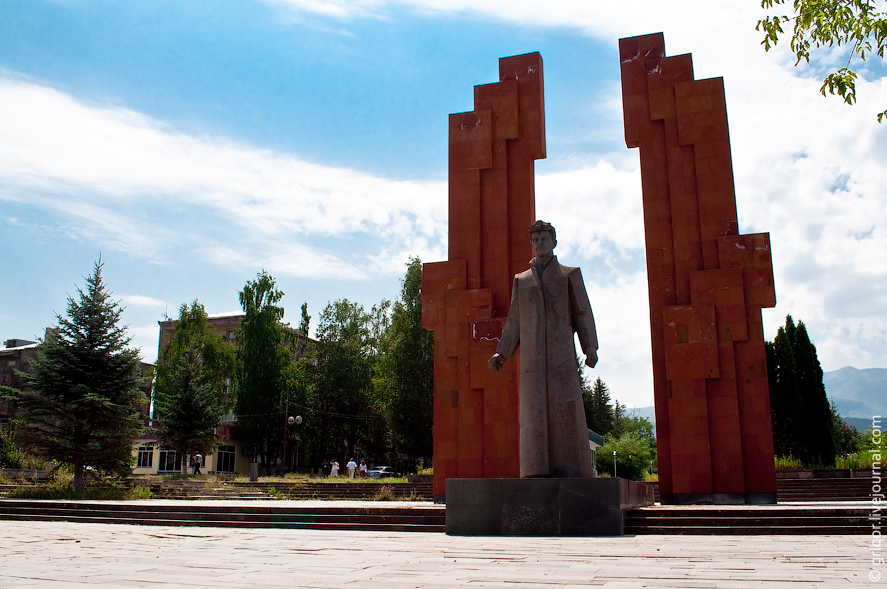
洛里州斯捷潘納萬的邵武勉纪念馆
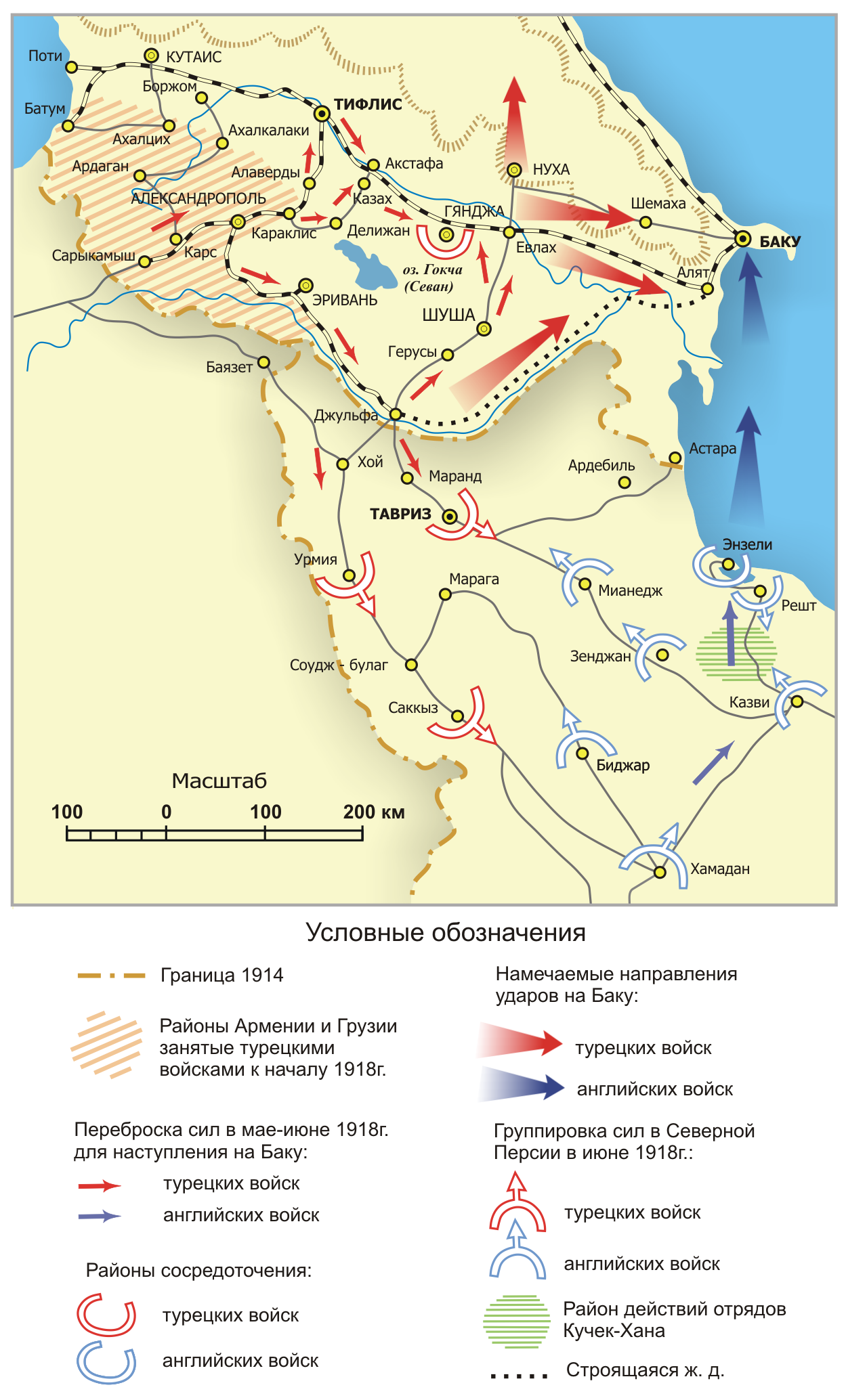
1920年第一次安葬26名巴库公社委员，哭泣的妇女是Mir Hasan Vezirov（英语：Mir Hasan Vezirov）的母亲
- 1918年9月巴库战役
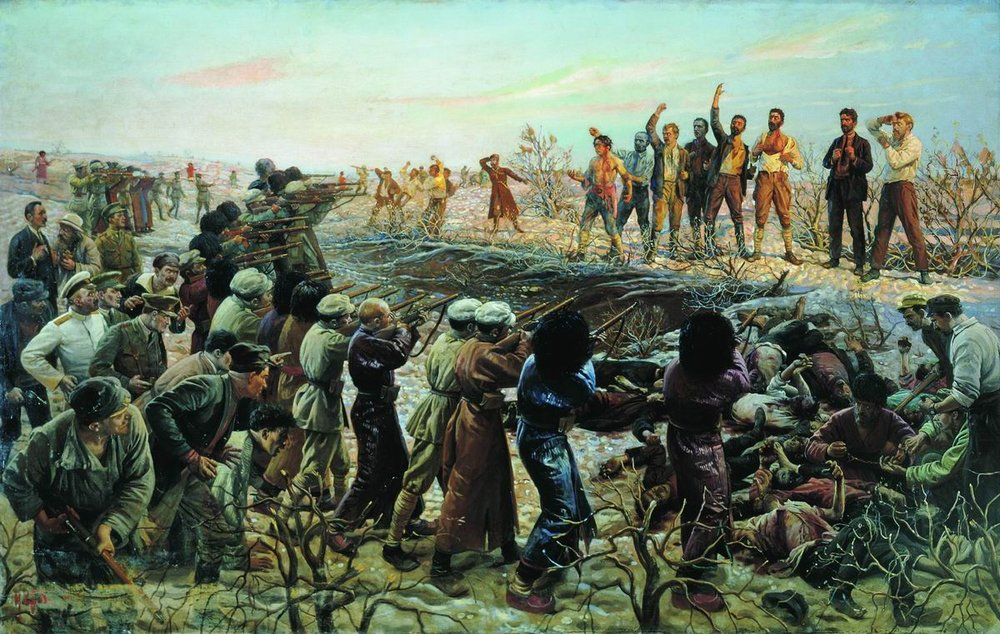
1918年9月20日处决26名巴库公社委员
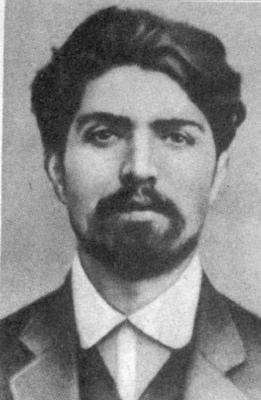
邵武勉照片
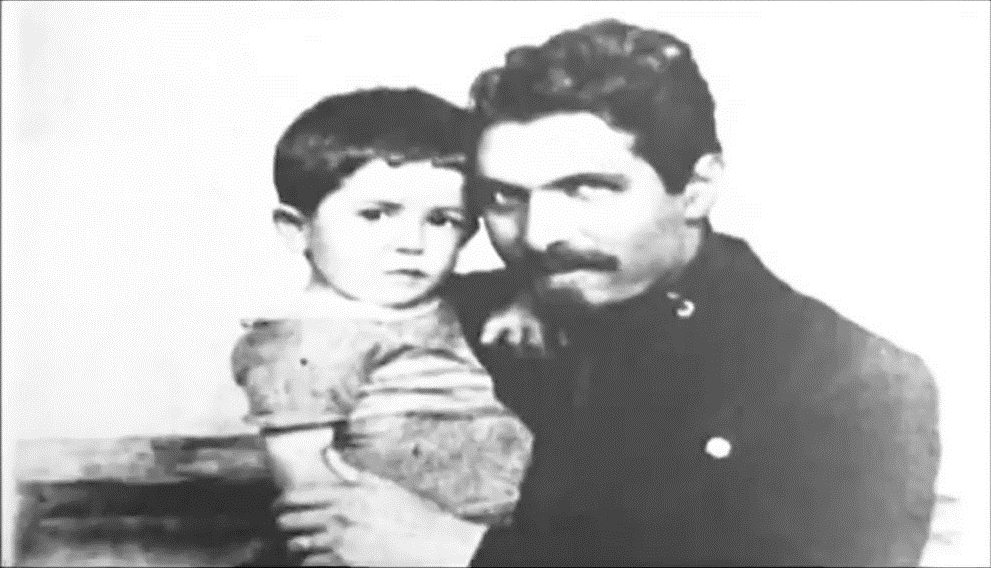
邵武勉和儿子列夫

## 拓展阅读
- Suny, Ronald Grigor. The Baku Commune, 1917-18. Princeton: Princeton University Press, 1972; ISBN 0-691-05193-3